# 디플로케라스피스
디플로케라스피스(Diploceraspis)는 고생대 페름기 지금의 북아메리카 지역에서 살았던 공추류 양서류이다. 디플로카울루스와 여러 면에서 매우 유사하지만, 둘이 서로 같은 종은 전혀 아니며, 일반적으로 디플로케라스피스가 디플로카울루스보다 더 작다.